# Heather Humphreys

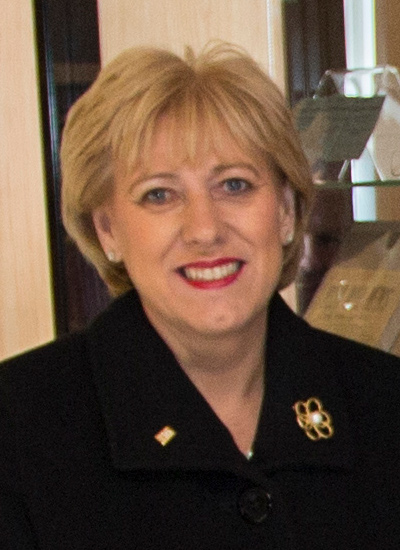
Heather Humphreys (2016)

Heather Humphreys (irisch Heather Mhic Unfraidh; * 14. Mai 1963 in Drum, County Monaghan, Irland) ist eine irische Politikerin der Fine Gael.

## Leben
Humphreys wurde evangelisch-reformiert erzogen. Ihr Vater war noch Mitglied des Oranier-Ordens. Nach dem Schulbesuch in Cootehill zog sie zum Studium nach Galway und erhielt dort ihren Abschluss am University College. Nach dem Studium arbeitete sie als Managerin bei der Ulster Bank und bei der Genossenschaftsbank von Cootehill.
Bei den Wahlen 2004 gelang es ihr erstmals einen Sitz im Monaghan County Council zu erreichen. Mit ihrer Wiederwahl 2009 in den Council wurde sie als Verwaltungsoberhaupt (Mayor) des County Monaghan gewählt.
Bei den Wahlen zum Oireachtas 2011 erreichte sie für den Wahlbezirk Cavan–Monaghan ihren Sitz im irischen Unterhaus. Im Zuge der Regierungsumbildung 2014 wurde sie im Juli desselben Jahres zur Ministerin für Kunst, Kulturelles Erbe und der Gaeltacht ernannt. Das Amt hielt sie bis 2017. Im ersten Kabinett Varadkars übernahm sie dann 2017 das Ministerium für Handel, Gewerbe und Innovation. In der Regierung Martin I wechselte sie das Ministeramt erneut und wurde Ministerin für soziale Absicherung, Gemeinde- und ländliche Entwicklung und die Inseln. Zwischenzeitlich vertrat sie die Justizministerin Helen McEntee, die wegen Schwangerschaften kurzzeitig amtsabwesend war.